# Kules
Els kules són els membres d'un clan ijaw que viuen a la LGA d'Akuku Toru, al sud-oest de l'estat de Rivers, al sud de Nigèria. Aquesta petita tribu kalabari-parlant a vegades és considerada com a part dels kalabaris. La capital tribal dels kules és la ciutat de Kula.
Al desembre del 2004 Dan Opusingi va esdevenir el cap de la tribu kula després que l'anterior cap, Anthony Opuari morí.

## Història
La ciutat de Kula fou fundada per antics proto-ijaws d'Orus, quan els ancestres d'Adumu van abandonar el centre del delta del Níger per anar cap a la costa de l'est del delta. Kula ja existia anteriorment a la fundació de la ciutat estat nembe de Onyomabiri. La tradició afirma que els kules són els responsables de la destrucció d'aquesta ciutat. Quan els portuguesos van arribar a la costa del Golf de Biafra la ciutat ja era important. Es considera que els seus orígens són anteriors al segle x.

### Esdeveniments recents
Els següents esdeveniments protagonitzats pels kules estan en el context del Conflicte del delta del Níger:
- Desembre del 2004: Homes i dones kules van fer tancar dues estacions petrolíferes de la Shell (Ekulama 1 i Ekulama 2) i l'estació de Robertkiri, de la Chevron Corporation.[3]
- 17 de gener de 2007: Homes armats van atacar i matar quatre caps kules que viatjaven en barca entre Abonnema i Kula. Aquests morts eren membres del Consell de Caps Kules, d'una facció que estava involucrada en una lluita interna per aconseguir el poder del clan.. Com a resposta, el govern hi va desplegar soldats.[4]

El 2009, el govern estatal de Rivers va aprovar que un cap kula de tercera classe esdevingués el HRH Rei Kroma Eleki.